# 蒙哥馬利縣 (德克薩斯州)
蒙哥馬里縣（英語：Montgomery County）是美国德克萨斯州東南部的一個縣，面積2,789平方公里。根據2020年美國人口普查，共有人口62萬443人。縣治康羅（Conroe）。該郡成立於1837年12月，縣名來自建縣時最大的聚落蒙哥馬利，其名紀念建城者安德魯·蒙哥馬利。